# Fred Godfrey
Fred Godfrey, född 1880 i London, död 1953, var en engelsk kompositör och sångtextförfattare.

## Regi
- 1939 - The Lone Wolf Spy Hunt

## Filmmusik i urval
- 1949 - Boman får snurren